# 預告犯
《預告犯》（日语：予告犯）是日本漫畫家筒井哲也的日本漫畫作品。於《JUMP Χ》2011年7月25日開始連載（集英社），單行本全3冊。
外傳《預告犯-THE COPYCAT-》2014年5月在《JUMP 改》連載，《JUMP 改》休刊後轉到《週刊YOUNG JUMP》繼續連載。筒井哲也原案、小幡文生作畫、寶生仁海故事協力。描寫少年們模仿「報紙男」行為犯罪的故事。
真人電影於2015年6月6日在日本上映，同年6月7日起播出東山紀之主演的電視劇，描述電影一年後的故事。台灣上映日期為2015年12月4日。

## 故事簡介
故事圍繞着東京警視廳犯罪對策課開展。一天，一個帶着報紙面具的男子在網上發佈了一段影片，預告說他會在一家食品加工廠放火。之後，犯罪對策課將這名男子命名為「報紙男」，並試着找出背後的動機。

## 登場角色

### 預告犯
蓋茨／奥田宏明
原本是IT公司的試用職工，有些基礎知識，為了生活而不斷努力，被同事欺負，最後遭不當解僱，走投無路下從事體力勞動，並認識到其他夥伴。
不阻止「胖墩」殺害工頭，並主張為「豆芽菜」報仇，讓剩下兩人對工頭攻擊，並將之殺害。為完成「豆芽菜」遺願計劃三年。
是「報紙男」團伙的主要策劃者，主要負責「預告」和計劃。
關西／葛西智彦
胖墩／寺原慎一
大雄／木村浩一

### 警察
吉野繪里香
岡本大毅
市川學
松本慎一
新垣

### 目標的人、公司和組織
食品加工公司
藤木秀也
關修二
池端正義
海衛
設樂木匡志

### 其他
桝山翔太
堀井
下班打掃的社長與社長夫人
石田清志
楓
青山祐一

## 出版書籍

### 漫畫
預告犯
| 集數 | 集英社         | 集英社                 | 玉皇朝        | 玉皇朝                 |
| 集數 | 發售日期       | ISBN                   | 發售日期      | ISBN                   |
| ---- | -------------- | ---------------------- | ------------- | ---------------------- |
| 1    | 2012年4月10日  | ISBN 978-4-08-879310-8 | 2013年5月20日 | ISBN 978-988-8169-80-1 |
| 2    | 2012年12月10日 | ISBN 978-4-08-879495-2 | 2013年7月4日  | ISBN 978-988-8251-05-6 |
| 3    | 2013年9月10日  | ISBN 978-4-08-879680-2 | 2014年2月26日 | ISBN 978-988-8252-20-6 |

預告犯 -THE COPYCAT-
| 集數 | 集英社        | 集英社                 |
| 集數 | 發售日期      | ISBN                   |
| ---- | ------------- | ---------------------- |
| 1    | 2015年4月17日 | ISBN 978-4-08-890036-0 |
| 2    | 2015年5月19日 | ISBN 978-4-08-890169-5 |
| 2    | 2015年8月24日 | ISBN 978-4-08-890294-4 |

### 小說
預告犯 -THE CHASER-
作者久麻當郎（JUMP j-BOOKS）
| 集數 | 集英社        | 集英社                |
| 集數 | 發售日期      | ISBN                  |
| ---- | ------------- | --------------------- |
| 全   | 2015年5月19日 | ISBN 978-408-703363-2 |

## 電影

### 登場角色
- 蓋茨／奥田宏明：生田斗真
- 吉野繪里香：戶田惠梨香
- 關西／葛西智彦：鈴木亮平
- 大雄／木村浩一：濱田岳
- 胖墩／寺原慎一：荒川良良
- 岡本大毅：宅間孝行
- 市川學：坂口健太郎
- 青山祐一：窪田正孝
- 楓：小松菜奈
- 孝郎／尼爾森・卡托・黎加魯特：福山康平[2]
- 石田清志：仲野茂
- 北村：田中圭
- 栗原：瀧藤賢一
- 加藤：本田博太郎
- 設樂木匡志：小日向文世

### 製作人員
- 監督：中村義洋
- 原作：筒井哲也
- 編劇：林民夫
- 音樂：大間間昂
- 企画・製作：平野隆
- 製作：武田吉孝
- 製作人：辻本珠子、久保田修
- 共同製作人：福島聰司、八尾香澄
- 副製片人：小野原正大、渡邊信也、辻有一、樋口慎祐
- 台詞製作人：宿崎惠造
- 攝影：相馬大輔
- 美術：清水剛
- 照明：佐藤浩太
- 録音：松本昇和
- 編輯：松竹利郎
- 裝飾：岩井健志
- 造型師：小林身和子
- 髮型和化妝：酒井夢月
- 視覺效果監督：村上優悅
- 故事撰稿：小林加苗
- 助監督：佐和田惠
- 制作担当：村松大輔
- 發行：東寶
- 制作生產：WOWOW FILMS、C&I娛樂
- 製作執行：TBS電視台、WOWOW
- 製作：電影「預告犯」製作委員會

#### 票房收入
2015年6月6日為止於全日本321電影院上映，動員14萬4,631人，票房1億9,907萬5,100元日圓的紀錄。之後重新在電影院播映。票房收入突破13.1億日圓。於2015年12月4日由TC娛樂發行DVD。

## 電視劇
自2015年6月7日由WOWOW連續劇W播出的《預告犯 -THE PAIN-》。全5話。主演為東山紀之。描寫電影版一年後的原創故事。2015年12月4日由TC娛樂發行Blu-ray BOX、DVD BOX。

### 登場角色
- 佐久間英司：東山紀之[5]
- 吉野惠里香：戶田惠梨香[5]
- 田淵勇三：橋本哲[5]
- 沖菜啓子：市川實日子[5]
- 水谷健：桐谷健太[5]
- 平澤篤：田中隆三[5]
- 矢崎慎太郎：大西信滿[5]
- 金子：小松利昌[5]
- 佐古田：松林慎司[5]
- 新谷昴：森岡龍[5]
- 垣根：津村知與支[5]
- 花山徹：村井國夫[5]
- 河原將司：池田成志[6]
- 鴨下樹理：朝倉禮生
- 林田龍雄：郭智博

### 製作人員
- 原作、故事監修 - 筒井哲也
- 系列構成 - 中村義洋
- 監督 - 中村義洋、平林克理、佐和田惠
- 劇本 - 林民夫、田中洋史
- 音樂 - 大間々昂
- 製作人 - 植田春菜
- 製作工作室 - Twins Japan
- 製作著作 - WOWOW

### 播放日程
| 集數       | 播放日期 | 劇本     | 監督     |
| ---------- | -------- | -------- | -------- |
| CASE ＃1   | 6月7日   | 林民夫   | 中村義洋 |
| CASE ＃2   | 6月14日  | 田中洋史 | 平林克理 |
| CASE ＃3   | 6月21日  | 田中洋史 | 佐和田惠 |
| CASE ＃4   | 6月28日  | 田中洋史 | 平林克理 |
| FINAL CASE | 7月5日   | 田中洋史 | 平林克理 |

## 外部連結
- （日語）［預告犯］筒井哲也｜戦慄のネットテロ漫画を完全解説！－JUMP Χ
- （日語）電影「預告犯」官方網站 （页面存档备份，存于）
- （日語）東寶電影「預告犯」網站 （页面存档备份，存于）
- （日語）劇集系列W「預告犯 - THE PAIN -」官方網站 （页面存档备份，存于）
- （繁體中文）電影「預告犯」台灣中文預告片 （页面存档备份，存于）